# تركيا الفتاة

علم ثورة تركيا الفتاة

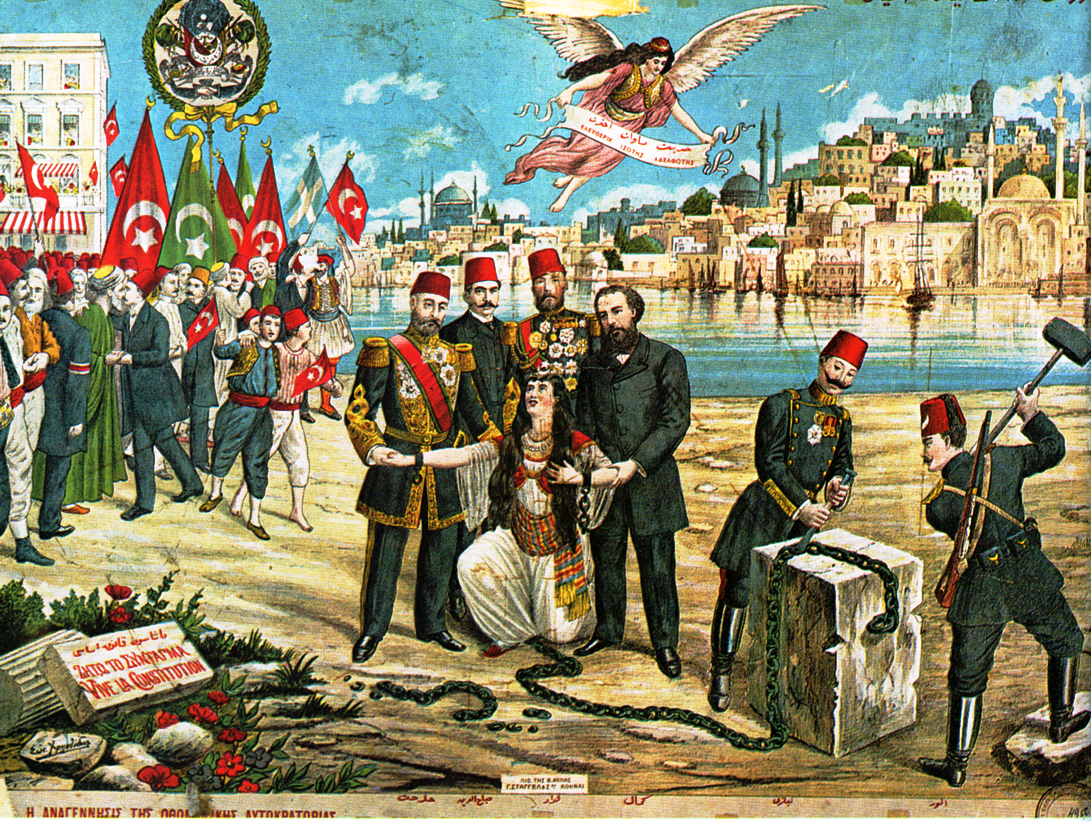
مطبوعة حجرية تحتفي بثورة تركيا الفتاة تظهر ملهمي الحركة، وهم: مدحت باشا والأمير صباح الدين وفؤاد باشا ونامق كمال، والقادة العسكريون هم: نيازي باي وأنور باشا، والشعار هو: الحرية والمساواة والأخوة («حريت، مساوات، أخوت»)

حركة تركيا الفتاة أو الشباب الأتراك (بالتركية العثمانية: ژؤن ترک)‏ (بالتركية: Jön Türkler أو Genç Türkler)‏ هي حركة إصلاح سياسية في أوائل القرن العشرين أرادت استبدال الملكية المطلقة للسلطنة العثمانية بحكومة دستورية. وقادوا تمردًا ضد الحكم المطلق للسلطان عبد الحميد الثاني سنة 1908. وبعد تلك الثورة، ساهم حزب تركيا الفتاة في تأسيس عصر المشروطية الثانية 1908، مما أدى إلى دخول حقبة ديمقراطية متعددة الأحزاب [الإنجليزية] لأول مرة في تاريخ البلاد.
بالرغم من أن عبد الحميد الثاني قد عمل مع العثمانيين الشباب لإصدار الدستور العثماني، إلا أنه انقلب وحل البرلمان وأعاد الحكم المطلق سنة 1878، وتميزت تلك الفترة بالاستخدام المفرط للشرطة السرية لإسكات المعارضة، والمذابح المرتكبة ضد الأقليات. فظهرت حركة تركيا الفتاة أو الشباب الأتراك التي جمعت المعارضون الدستوريون لنظامه وأبرزهم الأمير صباح الدين وأحمد رضا وغيرهم من المثقفين الآخرين. ومع أن الاسم يخص الشباب الأتراك إلا أن الحركة ضمت العديد من العرب والألبان واليهود وفي البداية الأرمن واليونانيين [الإنجليزية]. لتنظيم المعارضة قام طلاب الطب التقدميون وهم إبراهيم تيمو وعبد الله جودت وآخرون بتشكيل منظمة سرية تسمى جمعية الاتحاد العثماني (لاحقًا جمعية الاتحاد والترقي)، والتي نمت حتى ضمت المنفيين وموظفي الخدمة المدنية وضباط الجيش. وعندما اندلعت ثورة تركيا الفتاة سنة 1908 ظهر الضباط المؤيدون لجمعية الاتحاد والترقي في مسيرات في اسطنبول، فاضطر عبد الحميد إلى إعادة الدستور. أسفرت محاولة الانقلاب المعاكس عن خلعه.
ضمت حركة تركيا الفتاة مجموعة غير تقليدية من المثقفين والثوار الليبراليين العلمانيين، ما جمعهم هو معارضة نظام عبد الحميد، وإعادة إصدار دستور 1876 والتحديث، ولكنهم اختلفوا حول مستقبل السلطنة. فبعد الثورة بدأت الحركة بالانقسام إلى فصيلين رئيسيين: فصيل أكثر ليبرالية ومؤيد لللامركزية ولكنه خرج منها وكون جمعية المشاريع واللامركزية وحزب الحرية العثماني والحرية والائتلاف. أما الفصيل الآخر فكان الجناح القومي التركي الراديكالي المؤيد للمركزية الذي بقي في جمعية الاتحاد والترقي وهيمن عليها. استمر صراع الجماعتين على السلطة حتى سنة 1913 عندما اغتيل الصدر الأعظم محمود شوكت باشا، مما مكن لجمعية الاتحاد والترقي بالسيطرة على جميع المؤسسات. أسست القيادة الجديدة (الباشوات الثلاثة) نظام الحزب الواحد ومارست سيطرة مطلقة على الدولة العثمانية، وساهمت بدخول السلطنة في الحرب العالمية الأولى إلى جانب دول اتفاقية المحور خلال الحرب. وأيضا خطط نظام الاتحاد والترقي ونفذ المذابح العثمانية المتأخرة [الإنجليزية] وهو جزء من سياسات التتريك.
وبعد الحرب عاد الصراع بين مجموعتي تركيا الفتاة، فاستعاد حزب الحرية والائتلاف السيطرة على الحكومة العثمانية، وقام بتطهيرها من الاتحاديين بمساعدة قوات الحلفاء، فهرب الباشاوات الثلاثة إلى المنفى. ولكن لم يدم حكم الحرية والائتلاف طويلاً، مع قيام مصطفى كمال باشا (أتاتورك) بإثارة المشاعر القومية في الأناضول سرعان ما انهارت السلطنة العثمانية.
ويُستخدم مصطلح "Young Turk" للدلالة على «شخص متمرد يحاول السيطرة على موقف أو منظمة بالقوة أو المناورة السياسية».

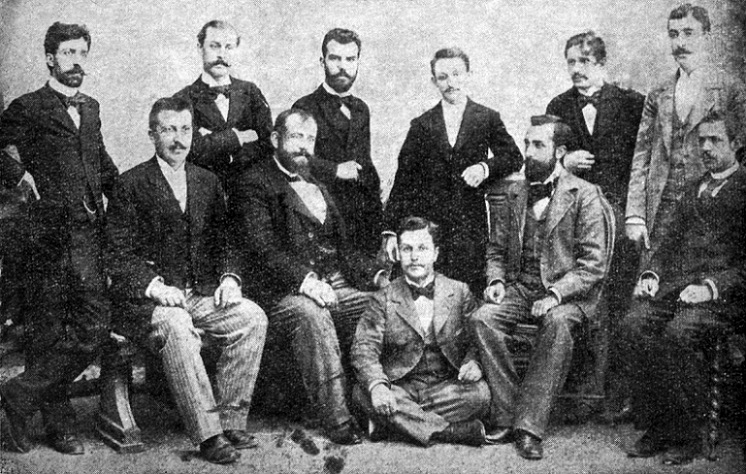
أعضاء تركيا الفتاة: إسحق سكوتي وسراج الدين باي وتونالي حلمي و شكيل مختار ومدحت شكرو بليدة وأمين بك ولطفي بك والدكتور شفيق باي ونوري أحمد والدكتور محمد رشيد ومنيف بك

## التاريخ

### المنشأ
استوحى التنظيم فكرته من حركة إيطاليا الفتاة السياسية، حيث أن بداية حركة تركيا الفتاة أتت من التنظيمات السرية «لطلبة جامعات الطب التقدمية وطلبة ضباط»، وبالتحديد العثمانيون الشباب، الذين دفعوا إلى العمل السري كما هي جميع المعارضة السياسية بعد إلغاء دستور 1876 وانهاء الحقبة الدستورية الأولى على يد عبد الحميد الثاني في 1878 بعد عامين فقط. وكانت الحركة ترغب بإحياء البرلمان العثماني ودستور 1876 الذي كتبه التقدمي مدحت باشا.

### مؤتمر المعارضة العثمانية

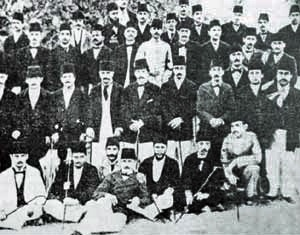
المؤتمر الأول للمعارضة العثمانية (1902) في باريس

عقد المؤتمر الأول للمعارضة العثمانية في الساعة 8 مساءًا يوم 4 فبراير 1902، في منزل جيرمان بونتاليس العضو في معهد فرنسا. كان بالمؤتمر 47 مندوبًا، ولكنه مغلق أمام الجمهور. أراد المندوبون الأرمن إجراء النقاشات باللغة الفرنسية، ولكن الآخرين رفضوا هذا الاقتراح. وقد حاول الأمير صباح الدين سد الانقسام في هذا المؤتمر، ولكنه فشل مما عمق التنافس بين مجموعته وجمعية الاتحاد والترقي بزعامة أحمد رضا بك.
انعقد المؤتمر الثاني للمعارضة العثمانية في باريس بفرنسا سنة 1907. وحضره زعماء المعارضة بما في ذلك أحمد رضا وصباح الدين بك وخاتشاتور مالوميان من الاتحاد الثوري الأرمني. كان الهدف هو توحيد جميع الأحزاب، بما فيها جمعية الاتحاد والترقي التابع لتركيا الفتاة، من أجل إحداث ثورة لإعادة الدستور.

### 1906–1908
أصبحت حركة تركيا الفتاة حركة منظمة حقيقية، وتكون جمعية الاتحاد والترقي مظلة تنظيمية. فقاموا بتجنيد الأفراد الذين يأملون في إقامة ملكية دستورية في الدولة العثمانية. وفي 1906 أسس محمد طلعت جمعية الحرية العثمانية في سالونيك، حيث جند بنشاط أعضاء من قاعدة الجيش الثالث، ومنهم الرائد إسماعيل أنور. في سبتمبر 1907 أعلنت الجمعية أنها ستعمل مع المنظمات الأخرى تحت مظلة جمعية الاتحاد والترقي. ولكن واقعيا فإن قيادة جمعية الحرية العثمانية قد هيمنت بقوة على الاتحاد والترقي.

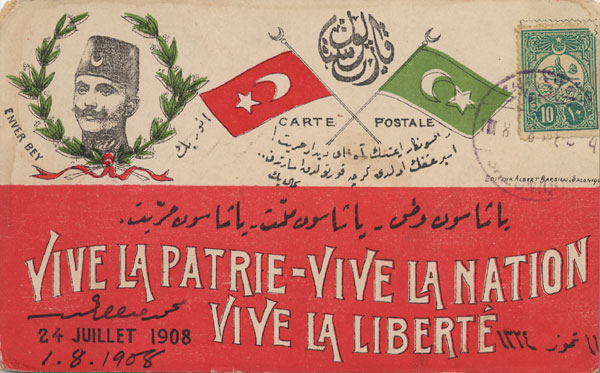
بطاقة بريدية لإحياء ذكرى ثورة تركيا الفتاة في 24 يوليو 1908 تحت شعار:«عاش الوطن، عاشت الأمة، تحيا الحرية» مكتوبة باللغتين التركية العثمانية والفرنسية: «ياشاسون وطن - ياشاسون مليت - ياشاسون حريت!» وصورة أنور باشا.

#### ثورة تركيا الفتاة
في سنة 1908 واجهت الدولة العثمانية القضية المقدونية [الإنجليزية]. حيث بدأ القيصر نيكولاس الثاني وفرانز جوزيف اللذان اهتما بمنطقة البلقان بتنفيذ سياستيهما من عملية البلقنة التي بدأت منذ 1897، وقد أتت مراحلها الأخيرة. وبحلول 1903 كانت هناك مناقشات حول إنشاء الرقابة الإدارية تديرها مجالس استشارية روسية ونمساوية في المقاطعات المقدونية. اضطر عبد الحميد إلى قبول هذه الفكرة، رغم أنه تمكن لفترة طويلة من تخريب تنفيذها.
ولكن كانت الدلائل تشير إلى أن لعبة السياسة تلك على وشك الإتمام. ففي 13 مايو 1908 تمكنت قيادة جمعية الاتحاد والترقي مع انضمام قوة مكتسبة حديثًا، من إبلاغ السلطان عبد الحميد الثاني بالتهديد المكشوف بأن «السلالة العثمانية ستكون في خطر» إذا لم يعيد الدستور العثماني الذي كان قد علقه في سنة 1878. وبدأ الجيش الثالث الذي كان في مقدونيا مسيرته نحو القصر في الآستانة يوم 12 يونيو 1908. على الرغم من معارضة عبد الحميد في البداية لفكرة التخلي عن السلطة المطلقة، إلا أنه أجبر في 24 يوليو 1908 على إعادة الدستور، فكان بداية الحقبة الدستورية الثانية للسلطنة.

### المشروطية الثانية

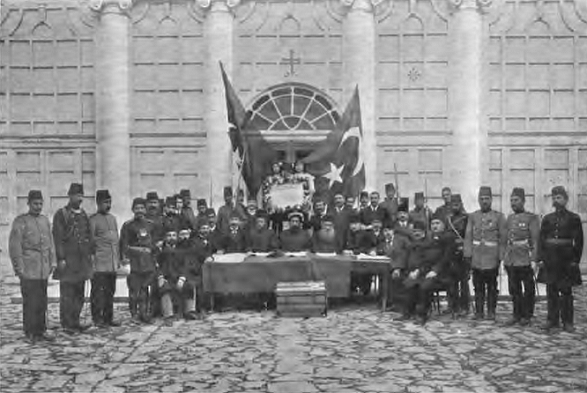
إعلان قادة الملة في الدولة العثمانية لثورة تركيا الفتاة سنة 1908

خلال العطلة البرلمانية لتلك الحقبة، عقد أعضاء تركيا الفتاة أول مؤتمر مفتوح لهم في سالونيكا في سبتمبر وأكتوبر 1911. ومن هناك أعلنوا سلسلة من السياسات التي تشمل نزع سلاح المسيحيين، ومنعهم من شراء الممتلكات، والمستوطنات الإسلامية في الأراضي المسيحية والعثمنة الكاملة لجميع رعايا الدولة، إما عن طريق الإقناع أو بقوة السلاح. ولكن وحدة الأعضاء التي نشأت من ثورة تركيا الفتاة قد بدأت بالانقسام في مواجهة حقيقة استمرار تفكك الدولة العثمانية، خاصة مع بداية حروب البلقان سنة 1912. وبحلول 1913 حظرت جمعية الاتحاد والترقي جميع الأحزاب السياسية الأخرى، وأنشأت دولة الحزب الواحد. فأصبح البرلمان العثماني مجرد واجهة للتصديق على القرارات، بينما كانت النقاشات السياسية الحقيقية تجري داخل اللجنة المركزية للاتحاد والترقي.

#### الحرب العالمية الأولى
في 2 نوفمبر 1914 دخلت الدولة العثمانية الحرب العالمية الأولى إلى جانب قوى المركز. فأصبح الشرق الأوسط في الحرب العالمية الأولى مسرحًا للعملبات. حيث ساهمت الدولة العثمانية في الحرب -مع بعض المساعدة من قوى المركز الأخرى- ضد الحلفاء وخاصة البريطانيين والروس. رفضت القوى الأوروبية الكبرى من خلال مفاوضات دبلوماسية سرية للغاية قيادة تركيا الفتاة الدولة العثمانية للتحالف مع ألمانيا. فقد احتاجت تركيا الفتاة إلى تحديث شبكات الاتصالات والنقل في السلطنة دون أن يضعوا أنفسهم في أيدي المصرفيين الأوروبيين. كان الأوروبيون يمتلكون بالفعل جزءًا كبيرًا من نظام السكك الحديدية في البلاد، ومنذ سنة 1881 كانت إدارة الديون الخارجية العثمانية المتعثرة بيد الأوروبيين. وخلال الحرب كانت إمبراطورية تركيا الفتاة «مستعمرة اقتصادية على وشك الانهيار التام».
في نهاية الحرب مع انهيار بلغاريا واستسلام ألمانيا، استقال طلعت باشا وحكومة الاتحاد والترقي في 13 أكتوبر 1918، ووقعت هدنة مودروس على متن سفينة حربية بريطانية في بحر إيجه. وفي 2 نوفمبر هرب أنور وطلعت وجمال مع حلفائهم الألمان من إسطنبول إلى المنفى.

#### مذابح الأرمن والأكراد 1915–1918

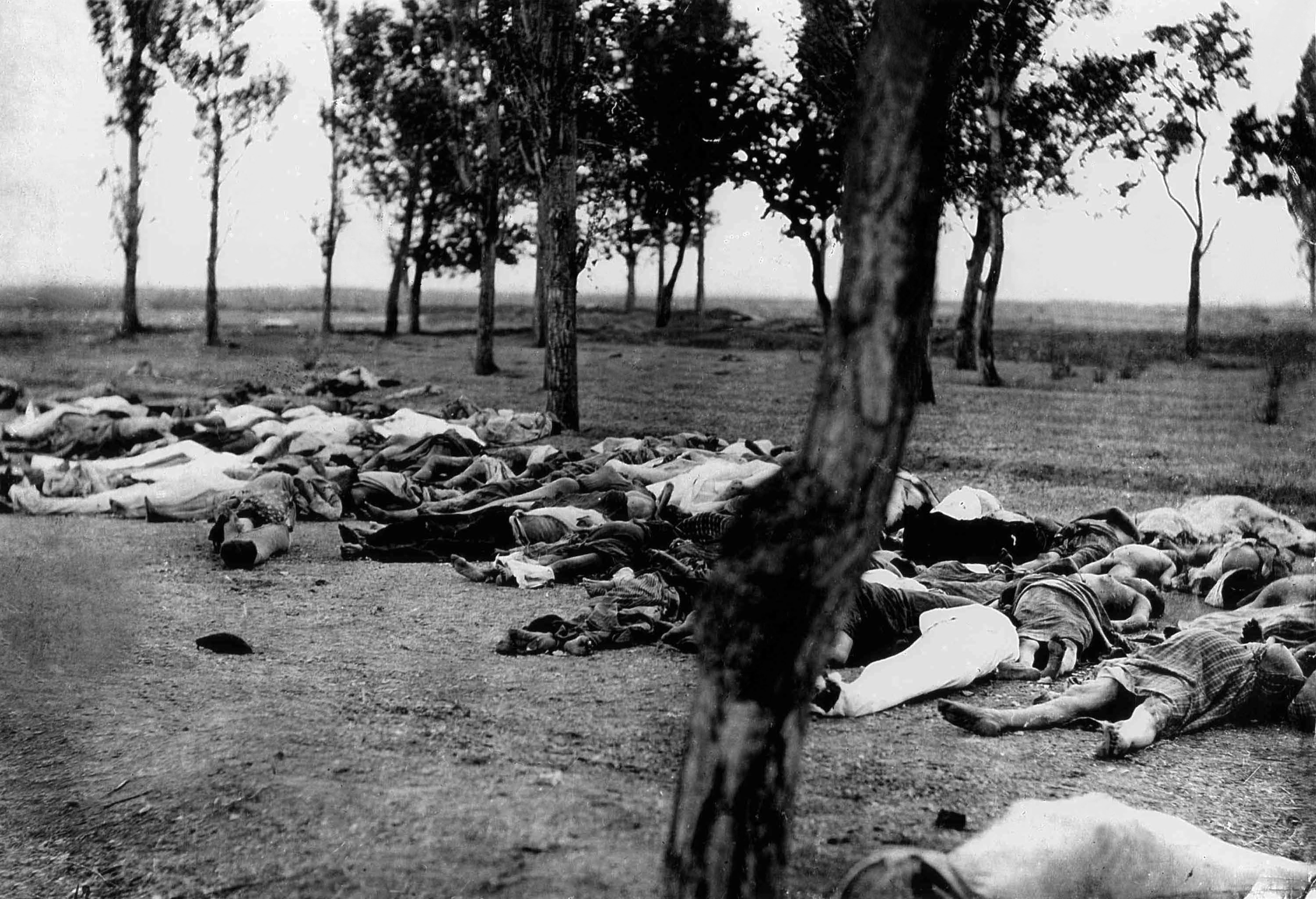
كانت مذابح الأرمن إبادة منظمة لحكومة تركيا الفتاة لرعاياها الأرمن.

أثرت الصراعات خلال حملة القوقاز والحملة الفارسية وحملة جاليبولي على الأماكن التي فيها الأرمن بأعداد كبيرة. قبل إعلان الحرب في المؤتمر الأرمني في أرضروم، طلب ممثلو جمعية الاتحاد والترقي الحاكمة من الأرمن العثمانيين ممثلة في الاتحاد الثوري الأرمني تسهيل غزو ما وراء القوقاز من خلال التحريض على التمرد بين الأرمن الروس ضد الجيش القيصري في حالة وجود جبهة القوقاز. كان الأرمن مستعدين تمامًا للبقاء مخلصين لحكومتهم، لكنهم أعلنوا عدم قدرتهم على الموافقة على الاقتراح الآخر، وهو تحريض مواطنيهم تحت الحكم الروسي على التمرد. أدى رفض الأرمن العثمانيين لهذا الشرط إلى عواقب وخيمة لأنفسهم. ولعلمها عن صراع محتمل مع الأرمن الروس، قررت الحكومة العثمانية في سبتمبر 1914 أن الأجانب (الأرمن الروس) والأرمن الأتراك سيكونون مسؤولون في الحرب ضد روسيا.
نُفذت عملية الإبادة على مرحلتين وقد أمر بها الباشاوات الثلاثة بصفتها جزءاً من سياسة التتريك المفروضة بالقوة. في المرحلة الأولى قُتل الذكور البالغون جماعياً، في المرحلة الثانية، أجبرت النساء والأطفال والشيوخ، حسب قانون التهجير، على المشي في مسيرات موت حتى بادية الشام في عامي 1915 و1916م حيث تعرضوا لعمليات نهب واغتصاب وقتل دورياً، وتشير التقديرات إلى أن عدد من أجبر على هذه المسيرات يتراوح بين 800 ألف حتى 1.2 مليون أرمني وبأن 200 ألفاً منهم على الأقل كانوا لا يزالون على قيد الحياة في نهاية 1916م.

قام جاكوب كونزلر رئيس مستشفى تبشيري في أورفة بتوثيق عمليات تطهير عرقي واسعة النطاق للأكراد خلال الحرب العالمية الأولى. وقدم سردا مفصلا لترحيلهم من أرضروم وبدليس في شتاء 1916. حيث اُتهِموا بأنهم عناصر تخريبية وطابور خامس، وقد ينحازون إلى الجانب الروسي في الحرب. من أجل الغاء هذا التهديد، شرعت الحكومة العثمانية في عمليات ترحيل الأكراد من مناطق جاباتشجور وبالو وموش وأرضروم وبدليس. تم إجبار حوالي 300000 شخص على التحرك جنوبا إلى أورفة ثم غربا إلى عينتاب ومراش. وفي صيف 1917 نقلوا إلى منطقة قونية في وسط الأناضول. وكان قادة الاتحاد والترقي يهدفون من خلال هذه الإجراءات إلى القضاء على تهديداتهم الظاهرية وترحيلهم من أراضيهم وتشتيتهم بجيوب صغيرة في المجتمعات المنفية. وبعد انتهاء الحرب العالمية الأولى تم ترحيل ما يصل إلى 1,200,000 أرمني وكردي قسراً من ولاياتهم الأصلية. ونتيجة لذلك مات حوالي نصف النازحين بسبب البرد والجوع والمرض أو كانوا ضحايا قطع الطرق والعمل القسري.

## الأيديولوجيا

### الفلسفة المادية والوضعية
كان المبدأ التوجيهي لحركة تركيا الفتاة هو تحويل مجتمعهم إلى مجتمع لا يلعب فيه الدين أي دور تبعي، وهو تناقض صارخ مع التوجه الديني الذي حكم الدولة العثمانية منذ نشأتها. ومع ذلك سرعان ما أدرك أعضاء تركيا الفتاة صعوبة نشر هذه الفكرة بين الفلاحين العثمانيين المتدينين وحتى بين الكثير من النخبة. وهكذا بدأوا يشيرون إلى أن الإسلام نفسه كان ماديًا. بالمقارنة مع الجهود اللاحقة التي بذلها المفكرون المسلمون، مثل محاولة التوفيق بين الإسلام والاشتراكية، كان هذا مسعى صعبًا للغاية. على الرغم من مواصلة بعض الأعضاء السابقين في جمعية الاتحاد والترقي جهودهم في هذا المجال بعد ثورة 1908، إلا أن العلماء استنكروا ذلك بشدة، واتهموهم «بمحاولة تغيير الإسلام إلى شكل آخر وإنشاء دين جديد مع تسميته بالإسلام».
لقد أثارت الفلسفة الوضعية بزعمها بأنها دين العلم إعجاب أعضاء الحركة بشدة، فاعتقدوا أنه يمكن التوفيق بينها وبين الإسلام بسهولة أكبر من النظريات المادية الشعبية. يُعتقد أن اسم الجمعية (جمعية الاتحاد والترقي) مستوحى من شعار رائد الوضعية أوغست كونت النظام والتقدم. عملت الوضعية أيضًا لتكون قاعدة لحكومة قوية ومرغوبة.

### حكومة مركزية
بعد أن استولت جمعية الاتحاد والترقي على السلطة في انقلاب 1913 ثم اغتيال محمود شوكت باشا، شرعت في سلسلة من الإصلاحات من أجل زيادة المركزية في السلطنة، وهو جهد ماضٍ منذ إصلاحات التنظيمات في القرن الماضي في عهد السلطان محمود الثاني. ورفض العديد من مؤسسي حركة تركيا الفتاة تلك الفكرة، خاصة أولئك الذين شكلوا حزب الحرية والائتلاف ضد الاتحاد والترقي. وهناك أحزاب أخرى عارضت الاتحاد والترقي مثل حزب رابطة المشاريع الخاصة واللامركزية بزعامة الأمير صباح الدين والحزب العثماني للامركزية الإدارية العربي، وكليهما جعل أجندتهما الرئيسية هي معارضة مركزية جمعية الاتحاد والترقي.

### القومية
خضعت الحركة لتحول تدريجي نحو القومية. بدءًا من التنظيمات التي ساهم فيها بالبداية أعضاء عثمانيين غير أتراك، وقد اعتنقت «تركيا الفتاة» أيديولوجية الدولة الرسمية: وهو مفهوم العثمانية. إلا أن الوطنية العثمانية فشلت في أن تضرب جذورها خلال المشروطية الأولى والسنوات التي تلتها. فقد رفض العديد من المثقفين العثمانيين غير الأتراك الفكرة بسبب استخدامها الحصري للرموز التركية. وتدريجيا بدأ القوميون الأتراك يأخذون اليد العليا في السياسة، وبعد مؤتمر 1902 ازداد التركيز على القومية. في هذا الوقت اختار أحمد رضا استبدال مصطلح «عثماني» بكلمة «تركي»، ونقل التوجه من القومية العثمانية إلى القومية التركية.

## أبرز أعضاء تركيا الفتاة
ومن بين القادة والأيديولوجيين البارزين:
- مؤلفي كتيبات ونشطاء:
  - يوسف آقجورا صحفي من التتار ذو أيديولوجية قومية علمانية، كان ضد مفهوم العثمانية ودعم الفصل بين الدين والدولة.
  - عثمان حمدي بك رسام يوناني عثماني وصاحب أول مدرسة فنية متخصصة في إسطنبول (تأسست عام 1883).
  - عمانوئيل قره صو أفندي، محام وعضو في عائلة كاراسو اليهودية السفاردية المعروفة.
  - محمد جاويد بك من دونمة من سالونيك، من عائلة يهودية الأصل لكن مسلم بالدين منذ القرن السابع عشر، وكان وزيراً للمالية [الإنجليزية]؛[25] شنق سنة 1926 بتهمة الخيانة.
  - عبد الله جودت من أنصار المادية البيولوجية والعلمانية
  - مارسيل صموئيل رافائيل كوهين (المعروف أيضًا باسم موئيز كوهين)، مولود لعائلة يهودية في سالونيكا العثمانية، أحد الآباء المؤسسين للقومية التركية ومنظراً لعقيدة كل الترك.
  - آغا أفندي أسس أول صحيفة تركية، وبصفته مدير مكتب البريد فقد أدخل طابع البريد إلى السلطنة (على الرغم من وفاته عام 1885 فقد كُرِّم لتأسيسه أول صحيفة تركية).
  - ضياء كوك ألب قومي تركي من ديار بكر عالم إعلامي ورائد في علم الاجتماع، متأثر بالثقافة الأوروبية الغربية الحديثة.
  - طلعت باشا لم يعرف دوره قبل الثورة.
  - أحمد رضا عمل على تحسين حالة الفلاحين العثمانيين. شغل منصب وزير الزراعة ثم وزير التربية والتعليم.
  - ضباط الجيش
  - أحمد نيازي بك محرض وقائد ثورة تركيا الفتاة.
  - أنور باشا أحد قادة ثورة تركيا الفتاة ثم أصبح سياسي بارز لاحقًا.
  - أيوب صبري أحد قادة ثورة تركيا الفتاة.
  - بكر فكري مشارك بارز في ثورة تركيا الفتاة.
  - عاطف كامشيل مشارك بارز في ثورة تركيا الفتاة.

## النتائج والإرث
نقلت صحيفة (The Los Angeles Examiner) عن مؤسس تركيا الحديثة مصطفى كمال أتاتورك في صفحتها الأولى يوم 1 أغسطس 1926 شجبه لحركة تركيا الفتاة وخاصة جمعية الاتحاد والترقي:
زعم المؤرخ أوغور أوميت أنغور، في كتابه صنع تركيا الحديثة: الأمة والدولة في شرق الأناضول: أن «حزب الشعب الجمهوري الذي أسسه مصطفى كمال هو وريت جمعية الاتحاد والترقي واستمر في سياسات التطهير العرقي لسلفه. في شرق الأناضول حتى سنة 1950. حتى تحولت تركيا إلى دولة متجانسة عرقيا».:vii
فيما يتعلق بمصير الباشوات الثلاثة، فقد اغتيل اثنان منهم: طلعت باشا وجمال باشا على يد رعايا أرمن بعد فترة وجيزة من نهاية الحرب العالمية الأولى أثناء وجودهم في المنفى في أوروبا خلال عملية نمسيس [الإنجليزية]، وهي عملية انتقامية ضد مرتكبي الإبادة الجماعية للأرمن. اغتال سوغومون تهليريان الذي قُتلت عائلته في الإبادة الجماعية للأرمن، المنفي طلعت باشا في برلين وتم تبرئته لاحقًا من قبل هيئة محلفين ألمانية. كما قُتل جمال باشا بالمثل على يد ستيبان دزاغيكيان وبدروس دير بوغوسيان وأرداشش كيفوركيان لارتكابه «جرائم ضد الإنسانية»  في تبليسي الجورجية. قُتل الباشا الثالث أنور باشا في معركة ضد وحدة للجيش الأحمر بقيادة هاكوب ملكوميان بالقرب من بلدجوان في طاجيكستان (تركستان آنذاك).